# Пароль «Рыба-меч»
«Пароль „Рыба-меч“» (англ. «Swordfish») — американский триллер 2001 года. Режиссёр — Доминик Сена. В главных ролях — Хью Джекман, Джон Траволта, Хэлли Берри и Дон Чидл. Сюжет построен на приключениях бывшего хакера, которого после выхода из тюрьмы нанимают для взлома баз данных правительства США. Отклики кинокритиков на фильм были по большей части отрицательными.

## Сюжет
Стэнли Джобсон был арестован агентом Робертсом и обвинён в совершении киберпреступлений, после чего провёл два года в тюрьме. Хотя он был условно-досрочно освобождён, ему запретили даже касаться компьютера, не то что пользоваться им. Его бывшая жена Мелисса забрала их дочь Хэлли и подала в суд, чтобы Стэнли запретили видеться с дочерью.
Стэнли практикуется в гольфе у себя дома (старом трейлере, стоящем на пустыре в Техасе).
Джинджер приглашает его встретиться с её боссом Гэбриэлом Широм, предлагая 100 000 долларов, Стэнли соглашается. Стэнли и Джинджер летят в Калифорнию и встречаются в ночном клубе с Гэбриэлом. Гэбриэл под угрозой смерти предлагает Стэнли взломать сервер Министерства обороны США за 60 секунд. Хотя угроза была лишь проверкой (пистолет не был заряжен), Стэнли успешно взламывает систему. Гэбриэл убеждает Стэнли за 10 миллионов долларов написать «червя», который выкрадет у тайного правительственного фонда 9,5 миллиардов долларов.
Джинджер рассказывает, что на самом деле является агентом бюро по борьбе с наркотиками и охотится на Гэбриэла. Тот, в свою очередь, открывается Стэнли, что работает на тайную антитеррористическую организацию под названием «Чёрная клетка», которую основал первый директор ФБР Эдгар Гувер, главой организации является сенатор Джеймс Рейсман. Рейсман узнаёт, что за Гэбриэлом следят агенты ФБР (всё тот же Робертс) и пытается отменить операцию. После того как Гэбриэл отказывается отменять отличный план, Рейсман посылает к нему убийц. Пережив покушение, Гэбриэл «отвечает взаимностью» и лично убивает «предателя».
План Гэбриэла идёт дальше, и его люди захватывают местный отдел Всемирного банка. Он берёт заложников (в том числе дочь Стэнли) и активирует сетевого червя. Сначала всё идёт не по плану, но Гэбриэл заставляет Стэнли довести дело до конца и на глазах у всех убивает Джинджер, разоблачив её. Тем не менее, главному герою удаётся вызволить дочь, эвакуировав её в безопасное место. Затем, выкрав миллиарды, Гэбриэл сажает заложников в автобус и требует заправленный самолёт в местном аэропорту (типичное клише захватчиков), но всё это было для отвода глаз. Автобус с дороги подхватывает грузовой вертолёт и сбрасывает его на крышу небоскрёба. С крыши Гэбриэл с командой отбывает на вертолёте, бросив Стэнли. Стэнли в ярости сбивает вертолёт из ПЗРК (гранатомёта).
На опознании в морге Стэнли понимает, что и это было отводом глаз, а на самом деле Гэбриэл не был в вертолёте, и что даже его имя является лишь псевдонимом, а Джинджер на самом деле не была агентом под прикрытием.
В конце фильма в Монте Карло изменившие внешность Джинджер и Гэбриэл переводят 9,5 миллиардов на другие счета («рыба-меч» и является паролем к банковскому счёту).
Финальная сцена показывает взорвавшуюся яхту, и голос телеведущего сообщает о гибели подозреваемого террориста на этой яхте, уже третьей смерти крупного террористического лидера за последние три недели.

### Альтернативная концовка
Версия на DVD также содержит альтернативный конец фильма. В банке Джинджер узнаёт, что её счёт почти пуст. Когда она рассказывает это Гэбриэлу, он достойно принимает поражение и приглашает Джинджер поехать с ним в Стамбул.
Тем временем Стэнли путешествует по США со своей дочерью на новеньком трейлере. Остановившись в кафе, Стэнли переводит миллиарды долларов на счета различных благотворительных фондов и уезжает.

## В ролях
| Актёр             | Роль                   |
| ----------------- | ---------------------- |
| Джон Траволта     | Гэбриэл Шир            |
| Хью Джекман       | Стэнли Джобсон         |
| Хэлли Берри       | Джинджер Ноулс         |
| Дон Чидл          | агент Дж. Т. Робертс   |
| Сэм Шепард        | сенатор Джеймс Рейсман |
| Винни Джонс       | Марко                  |
| Дреа Де Маттео    | Мелисса                |
| Рудольф Мартин    | Аксель Торвальдс       |
| Зак Гренье        | зам. директора Джой    |
| Камрин Граймс     | Хэлли Джобсон          |
| Уильям Мэйпотер   | человек Гэбриэла Шира  |
| Кирк Б.Р. Уоллер  | адвокат Акселя         |
| Кармен Аргензиано | агент ФБР              |
| Тим Дикей         | агент ФБР              |
| Лора Лэйн         | Хельга                 |
| Наталия Соколова  | подруга Хельги         |
| Илья Волок        | член экипажа Гэбриэла  |
| Тимоти Омандсон   | агент Томас            |